# Delia montivagans
Delia montivagans este o specie de muște din genul Delia, familia Anthomyiidae. A fost descrisă pentru prima dată de Huckett în anul 1952. Conform Catalogue of Life specia Delia montivagans nu are subspecii cunoscute.